# Luigino Dal Prà
Luigino Dal Prà (Cogollo del Cengio, 16 febbraio 1961) è un ex calciatore italiano, di ruolo centrocampista.

## Carriera
Crebbe nel Lanerossi Vicenza con cui debuttò in Serie A nella stagione 1978-79 giocando una partita (sconfitta esterna contro il Torino del 12 novembre 1978). Giocò poi con maggiore continuità nel Vicenza nelle due seguenti stagioni in Serie B e nelle tre successive in Serie C1.
Nel 1983 passò alla Triestina dove giocò da titolare cinque stagioni in Serie B.
Nel 1988 si trasferì all'Avellino dove giocò altre due stagioni e mezza in cadetteria. Nel gennaio 1991 passò per sei mesi alla SPAL in Serie C1 e poi per un'ultima stagione tra i professionisti alla Salernitana.
Complessivamente ha collezionato una presenza in Serie A e 220 partite (con 8 reti) in Serie B.

## Palmarès

### Club

#### Competizioni nazionali
- Coppa Italia Serie C: 1

Lanerossi Vicenza: 1981-1982